# Ano
Ano – debiutancki album zespołu BiFF. Nagrany przy współpracy z Marcinem Borsem w studiu Fonoplastykon. Został wydany w 2009 roku przez wytwórnie Galapagos Music. Na krążku znajduje się 14 utworów w stylu pop rocka. Autorami muzyki tekstów są Brachaczek i Fochmann, z wyjątkiem utworu Adela, którego tekst napisała Dorota Masłowska.

## Lista utworów
1. "Pies 2" – 4:50
2. "Adela" – 3:45
3. "Sweety" – 2:40
4. "Kokoszone" – 3:10
5. "Skąd przychodzisz chłopcze" – 2:37
6. "Pies 1" – 3:13
7. "Jesienne drzewa" – 2:27
8. "Ślązak" – 3:03
9. "Kolorowy świat" – 3:46
10. "Monday" – 2:36
11. "Gomez" – 5:26
12. "Kremza" – 3:19
13. "Nananana" – 4:25
14. "Moja dziewczyna" – 3:48

## Twórcy
- Ania Brachaczek – śpiew, instrumenty klawiszowe
- Hrabia Fochmann  – gitara
- Jarosław Kozłowski – perkusja
- Michał Pffeif – gitara basowa